# Ancistrocerus adiabatus
Ancistrocerus adiabatus är en stekelart som först beskrevs av Henri Saussure 1853.  Ancistrocerus adiabatus ingår i släktet murargetingar, och familjen Eumenidae.

## Underarter
Arten delas in i följande underarter:
- A. a. albolacteus
- A. a. cytainus